# 昂德维尔
昂德维尔（法語：Andeville，法語發音：[ɑ̃dvil]）是法国瓦兹省的一个市镇，属于博韦区。

## 地理
昂德维尔（49°15'34"N, 2°9'54"E）面积4.17 平方千米，位于法国上法蘭西大區瓦兹省，该省份为法国北部内陆省份，北起索姆省，西接厄尔省和滨海塞纳省，南至塞纳-马恩省和瓦兹河谷省，东临埃纳省。
与昂德维尔接壤的市镇（或旧市镇、城区）包括：泰勒地区拉布瓦西耶尔、埃什、梅吕、泰勒地区莫特方丹。

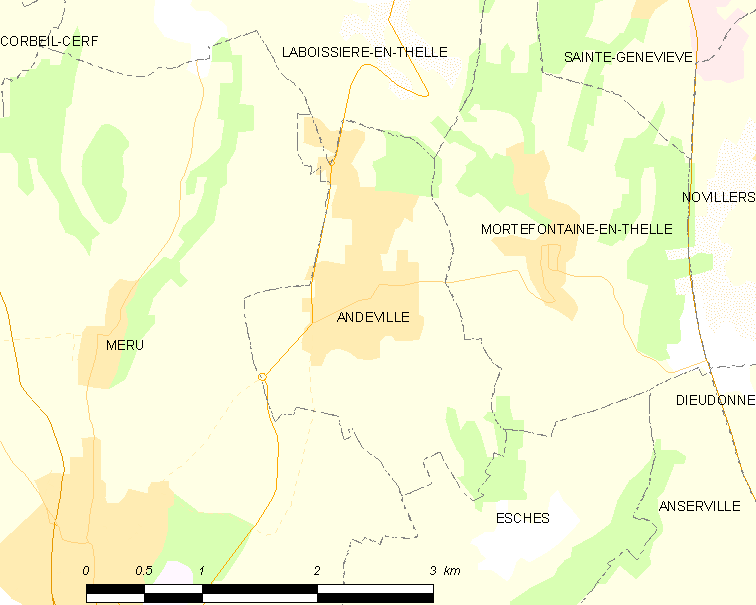
昂德维尔的OSM定位图

昂德维尔的时区为UTC+01:00、UTC+02:00（夏令时）。

## 行政
昂德维尔的邮政编码为60570，INSEE市镇编码为60012。

## 政治
昂德维尔所属的省级选区为梅吕县。

## 人口

1962-2008年间昂德维尔人口变化图示

昂德维尔于2022年1月1日时的人口数量为3429人。